# Lasionycta mono
Lasionycta mono es una especie de mariposa nocturna de la familia Noctuidae. 
Se encuentra únicamente en la Sierra Nevada, en California, habitando mayormente tundras rocosas.
Su envergadura es de unos 26 mm.
- Datos: Q6493436
- Multimedia: Lasionycta mono / Q6493436
- Especies: Lasionycta mono